# رسم بلوط
رسم بلوط هي إحدى القرى المحتلة والمدمرة التابعة لمركز فيق التابع لمحافظة القنيطرة في هضبة الجولان بجنوب غرب سوريا.
قرية في الجولان، تتبع ناحية ومركز منطقة فيق، محافظة القنيطرة (203ن-44م). تقع في منطقة بركانية منبسطة على طريق مرصوفة قديمة من عهد الرومان إلى الشمال الشرقي من رأس وادي السمك. تبعد عن قرية خسفين مسافة 6 كم باتجاه الشمال الغربي و16 كم عن مدينة فيق باتجاه الشمال الشرقي، وسكانها من بدو المنطقة، يعملون يزراعة الحبوب والبقول زراعة بعلية. ويربون الأبقار والأغنام لكون القرية منطقة رعوية جيدة تشرب من مياه الينابيع المحلية.